# Lista över fornlämningar i Ulricehamns kommun (Möne)
Lista över fornlämningar i Ulricehamns kommun (Möne) är en förteckning av ett urval av de fornlämningar som finns i Möne i Ulricehamns kommun.
| Namn      | Lämningstyp  | Tillkomsttid | Historisk indelning | Plats | Läge                 | ID-nr          | Bild                                 |
| --------- | ------------ | ------------ | ------------------- | ----- | -------------------- | -------------- | ------------------------------------ |
| Möne 1:1  | Stensättning |              | Möne, Västergötland |       | 57.940980, 13.424240 | 10174200010001 | Ladda upp en bild av detta fornminne |
| Möne 2:1  | Stensättning |              | Möne, Västergötland |       | 57.941568, 13.417123 | 10174200020001 | Ladda upp en bild av detta fornminne |
| Möne 3:1  | Gravfält     |              | Möne, Västergötland |       | 57.927508, 13.429825 | 10174200030001 | Ladda upp en bild av detta fornminne |
| Möne 4:1  | Stensättning |              | Möne, Västergötland |       | 57.925921, 13.432524 | 10174200040001 | Ladda upp en bild av detta fornminne |
| Möne 5:1  | Stensättning |              | Möne, Västergötland |       | 57.928572, 13.421808 | 10174200050001 | Ladda upp en bild av detta fornminne |
| Möne 7:1  | Stensättning |              | Möne, Västergötland |       | 57.942125, 13.404238 | 10174200070001 | Ladda upp en bild av detta fornminne |
| Möne 10:1 | Stensättning |              | Möne, Västergötland |       | 57.928628, 13.365690 | 10174200100001 | Ladda upp en bild av detta fornminne |
| Möne 11:1 | Stensättning |              | Möne, Västergötland |       | 57.929921, 13.363504 | 10174200110001 | Ladda upp en bild av detta fornminne |
| Möne 12:1 | Runristning  |              | Möne, Västergötland |       | 57.932314, 13.375821 | 10174200120001 | Ladda upp en bild av detta fornminne |
| Möne 13:1 | Hällristning |              | Möne, Västergötland |       | 57.939123, 13.403065 | 10174200130001 | Ladda upp en bild av detta fornminne |
| Möne 18:1 | Stensättning |              | Möne, Västergötland |       | 57.925644, 13.380096 | 10174200180001 | Ladda upp en bild av detta fornminne |
| Möne 24:1 | Hällristning |              | Möne, Västergötland |       | 57.943225, 13.405988 | 10174200240001 | Ladda upp en bild av detta fornminne |
| Möne 25:1 | Stensättning |              | Möne, Västergötland |       | 57.942407, 13.407547 | 10174200250001 | Ladda upp en bild av detta fornminne |
| Möne 31:1 | Stensättning |              | Möne, Västergötland |       | 57.906929, 13.400574 | 10174200310001 | Ladda upp en bild av detta fornminne |
| Möne 31:2 | Stensättning |              | Möne, Västergötland |       | 57.906864, 13.400765 | 10174200310002 | Ladda upp en bild av detta fornminne |
| Möne 33:1 | Stensättning |              | Möne, Västergötland |       | 57.912796, 13.413152 | 10174200330001 | Ladda upp en bild av detta fornminne |
| Möne 33:2 | Stensättning |              | Möne, Västergötland |       | 57.913047, 13.413313 | 10174200330002 | Ladda upp en bild av detta fornminne |
| Möne 34:1 | Stensättning |              | Möne, Västergötland |       | 57.935163, 13.397142 | 10174200340001 | Ladda upp en bild av detta fornminne |